# Léopold Ca
Léopold Ca, né le 2 septembre 1998, est un joueur français de basket-ball évoluant au poste d'ailier fort ou pivot. Il joue actuellement pour l’Alliance Sport Alsace (ASA) en Pro B, la deuxième division du championnat de France.

## Biographie

### Formation et débuts
Léopold Ca commence sa carrière professionnelle avec l’Alliance Sport Alsace (ASA) en 2018, après avoir joué dans les catégories jeunes d’autres clubs régionaux.

### Carrière en club
Léopold Ca prolonge son contrat avec l'ASA en 2023 pour trois saisons supplémentaires. En 2024, il contribue à maintenir l’ASA en Pro B avec des performances solides, en particulier en défense.

### Style de jeu
Léopold Ca se distingue par sa polyvalence. Il peut jouer aussi bien en tant qu'ailier fort qu'en pivot grâce à son envergure et sa capacité à protéger le panier. Il est particulièrement apprécié pour sa défense dans la raquette et sa capacité à s'adapter aux différents systèmes tactiques.

## Statistiques
Sur la saison 2024-2025, il réalise en moyenne :
- 9,2 points
- 6,3 rebonds
- 1,1 passe décisive

par match, selon les données de **RealGM**.